# 克拉瑪結他公司
克拉瑪結他公司（英語：Kramer Guitars Company），或译克拉玛吉他，是一个电吉他、电贝司制造商。克拉瑪以为金属摇滚乐人制造吉他而闻名，20世纪70年代制造以制造铝质琴颈的吉他，80年代则改为木质；而现如今它已成为吉普森結他公司的一个子公司。克拉瑪是上世纪80年代最著名的吉他品牌之一（所以80年代生产的克拉瑪吉他现今仍有很高的价值），并且在1985和1986年为最高銷售品牌。
克拉瑪曾是业界非常有声望和知名度的企业之一，曾签约了很多八十年代的知名音乐人，包括 埃迪·范·海倫、瑞奇·山伯拉、 米克·馬斯、珍妮佛·巴頓, 湯姆·梅雷諾和維維安·坎貝爾等。

## 历史

### 公司创立
公司由丹尼斯·柏拉迪和蓋瑞·克拉瑪（公司以他的姓氏命名）创建于20世纪70年代。蓋瑞·克拉瑪、丹尼斯·柏拉迪、彼得·拉普拉卡（他是Norlin的副总裁，而Norlin是大名鼎鼎的吉普森結他公司集团的母公司），还有投资人亨利·瓦卡羅共同在新澤西州的納普頓市建立了一个工厂。之后不久，蓋瑞·克拉瑪就搬到了洛杉矶，除了名字他与公司再无关系。

### 20世纪80年代早期和中期
20世纪80年代，一次偶然的机会丹尼斯·柏拉迪在一个航班上遇到了埃迪·范·海倫的经紀人，此后克拉瑪由于与范·海倫的签约而一炮走红。范·海伦所管用的颤音既是有Rockinger系统所提供。在一次会议中，范·海伦曾半开玩笑的说：「我会帮助克拉瑪成为世界一流的吉他品牌」。

### 1990-至今
原来的克拉瑪公司曾經在1990年倒闭（因此只有在1990年前出产的克拉瑪吉他才是真正的克拉瑪），主要原因是过度的广告和赞助，而且还吃了官司并且败诉。
1995年，亨利·瓦卡羅购买了克拉瑪的商标，此外，他是创始人中唯一有兴趣继续经营吉他生意的人。他试图在納普頓工厂使用以前剩下的部件来制造吉他，但是也仅仅制造了数百把。
在此期间，亨利·瓦卡羅以瓦卡羅吉他的品牌造了一点铝琴颈的吉他，同样也很短命。
此后，克拉瑪被卖给了吉普森結他公司集团。吉普森旗下的耶皮風从20世纪90年代开始使用克拉瑪品牌制造比耶皮風低一个档次的吉他。那时，公司是通过MusicYo.com（现已关闭）网站直接销售吉他（没有分销商）。随着克拉瑪品牌的复苏，耶皮風重新发布了克拉瑪的几个经典系列，比如 "1984 Model"（是埃迪·范·海倫在1984-1991其间使用的，著名的编号为"5150" 的吉他的复刻版）；还有"Jersey Star;"（李奇·山柏拉簽名，1980年代克拉瑪的复刻版）；最近还推出了"1985 Baretta Reissue"（带一个倾斜的拾音器的版本）。高端型号都在美国制造。2009年1月，Gibson关闭了MusicYo.com网站，并承诺在2009年底签建立分销渠道，届时克拉瑪爱好者将可以在乐器店购买产品。

## 克拉瑪產品型號

### 克拉瑪中国系列

#### 声学吉他
中国系列的声学吉他全部只在中国销售，在世界其他任何地方都没有相同型号（为了防止影响其他地方的Kramer的声誉）。
- k700单板吉他
- k800全单板桃花心木吉他

### 克拉瑪铝质琴颈系列
- Kramer 250
- Kramer 335 (Hollowbody)
- Kramer 350
- Kramer 450
- Kramer 650
- Kramer DMZ series
- Kramer XL series
- Kramer XK series
- Kramer Duke series
- Kramer Gene Simmons axe guitar and bass
- Kramer Challenger
- Kramer Stagemaster series

### 克拉瑪美国系列
- Kramer Baretta I,II,and III
- Kramer Classic
- Kramer Condor
- Kramer Liberty
- Kramer Pacer Series
- Kramer Pioneer Bass
- Kramer Proaxe
- Kramer Stagemaster
- Kramer Sustainer
- Kramer Triax
- Kramer Enterprize
- Kramer Invader
- Kramer Vanguard
- Kramer Voyager

### 克拉瑪美国签名系列
- Kramer Floyd Rose Model
- Kramer Elliot Easton Model
- Kramer NightSwan (Vivian Campbell Model)
- Kramer Sambora (aka "Jersey Star") (Richie Sambora Model)
- Kramer Ripley (Steve Ripley Model)
- Kramer gorky park model
- Kramer Paul Dean model

### 克拉瑪海外版本; 捷克斯洛伐克生产
- Kramer Pacer (S Serial Number, No "American" on headstock)

### 克拉瑪海外版本 — 日本生产版
- Kramer Focus Series
- Kramer Forum Series (Bass)
- Kramer JK, LK, MK Series (Made for Japanese market)

### 克拉瑪海外版本 — 韩国生产版
- Kramer Aerostar
- Kramer Ferrington
- Kramer Gorky Park Model
- Kramer HST-300
- Kramer Imperial
- Kramer KS400
- Kramer Metallist
- Kramer Regent
- Kramer Showster
- Kramer Starfighter
- Kramer Striker

### Kramer by Gibson -- 美国产系列
- Kramer "1984"
- Kramer 1985 Baretta Reissue
- Kramer Jersey Star Reissue (Richie Sambora Model)